# WirelessHART
WirelessHART è una tecnologia di comunicazione tra sensori senza fili basata sul protocollo HART (Protocollo trasduttore remoto indirizzabile).
Sviluppato come uno standard senza fili interoperabile fu definito per i requisiti di reti di dispositivi di campo di processo.

## Descrizione tecnica
Il protocollo utilizza un'architettura mesh con un tempo sincronizzato, auto-organizzante e "auto-guarente". Il protocollo supporta operazioni nei 2.4 GHz della banda ISM usando lo standard radio IEEE 802.15.4.
La tecnologia senza fili si basa sul lavoro della tecnologia TSMP di Dust Networks.